# Quaglio (famiglia)
I Quaglio sono stati una famiglia di pittori, architetti e scenografi originaria di Laino, numerosi componenti della quale operarono nel corso di tre secoli in Italia, Austria e Germania.
Fecero parte della scuola e della maestranza itinerante dei Maestri intelvesi, a cui appartenevano insieme ai parzialmente contemporanei Carlone con i quali ebbero contatti, Carlo Carlone, ad esempio, fu allievo di Giulio Quaglio il Giovane.
La famiglia comprese:
- Giulio Quaglio il Vecchio (1610–1658)
- Giulio Quaglio il Giovane (1668–1751)
- Giovanni Maria Quaglio il Vecchio (1700–1765)
- Domenico Quaglio il Vecchio (1708–1773)
- Lorenzo Quaglio il Vecchio (1730–1804)
- Giuseppe Quaglio (1747–1828)
- Giulio Quaglio III (1764–1801)
- Giovanni Maria Quaglio il Giovane (1772–1803)
- Angelo Quaglio il Vecchio (1778–1815)
- Domenico Quaglio il Giovane (1787–1837)
- Lorenzo Quaglio il Giovane (1793–1869)
- Simon Quaglio (1795–1878)
- Angelo Quaglio il Giovane (1829–1890)
- Franz Quaglio (1844–1920)
- Eugen Quaglio (1857–1942)